# Список банков Республики Кипр
Список банков, действующих в Республике Кипр.

## Банки, созданные на Кипре

### Банки, имеющие листинг на Кипрской фондовой бирже
- Bank of Cyprus
- Marfin Popular Bank
- Hellenic Bank
- USB Bank

### Дочерние отделения иностранных банков
- Αlpha Bank
- BNP Paribas
- Emporiki Bank
- National Bank of Greece
- Russian Commercial Bank
- Societe Generale
- Piraeus Bank
- Eurobank EFG

### Другие банки
- Co-operative Central Bank
- The Cyprus Development Bank
- Housing Finance Corporation
- Mortgage Bank of Cyprus

## Филиалы иностранных банков

### Филиалы банков стран, входящих в Евросоюз
- Barclays Bank
- Banque SBA
- First Investment Bank
- Trasta Komercbanka
- National Bank of Greece
- Central Cooperative Bank
- Banca Transilvania
- LTB Bank

### Филиалы банков стран, не входящих в Евросоюз
- BankMed
- Arab Jordan Investment Bank
- Banque BEMO
- Bank of Beirut
- BBAC
- BLOM Bank
- Byblos Bank
- Credit Libanais
- FBME Bank
- Jordan Kuwait Bank
- Jordan Ahli Bank
- Lebanon and Gulf Bank
- Lloyds TSB
- ПриватБанк
- IBL Bank

## Представительства банков
- Atlasmont Banka